# Hybosorus illigeri
Hybosorus illigeri é uma espécie de insetos coleópteros polífagos pertencente à família Hybosoridae.
A autoridade científica da espécie é Reiche, tendo sido descrita no ano de 1853.
Trata-se de uma espécie presente no território português.